# Louveira (ort)
Louveira är en ort i Brasilien.   Den ligger i kommunen Louveira och delstaten São Paulo, i den sydöstra delen av landet, 800 km söder om huvudstaden Brasília. Louveira ligger 702 meter över havet och antalet invånare är 31 093.
Terrängen runt Louveira är platt åt sydväst, men åt nordost är den kuperad. Runt Louveira är det tätbefolkat, med 762 invånare per kvadratkilometer.. Närmaste större samhälle är Jundiaí, 13,0 km sydost om Louveira.
Omgivningarna runt Louveira är en mosaik av jordbruksmark och naturlig växtlighet.